# Кућа Зорице Видаковић
Кућа Зорице Видаковић је објекат који се налази у Пећинцима у улици Слободана Бајића 34. Представља непокретно културно добро као споменик културе Србије.

## Опште информације
У кући Зорице Видаковић је било седиште Среског комитета КПЈ за срез румски у времену од 1942-44. године. У истом раздобљу је у кући била смештена штампарија истог комитета. Основан је Први МНОО села Пећинаца.  
Архитектура овог објекта типична је за ове крајеве и доста стара, и сачувана је аутентичност целине и појединих просторија, зато поред историјске има и етнолошке вредности. Кућа је приземна, стамбена зграда, изграђена на регулационој линији. Правоугаоне је основе, ужом страном окренута улици. Имала је неколико грађевинских фаза, а садашњи објекат има пет просторија и дуги трем који је претрпео знатне промене. Грађена је од опеке и ћерпича у продужном и блатном малтеру. Кровна конструкција је дрвена (прост кров са распињачама). Кров је двоводни, покривен бибер црепом. Дворишне фасаде су глатко омалтерисане. Најочуванији део објекта је улична, источна фасада која је 1900. године реновирана. Под утицајем градске архитектуре фасада је богато украшена малтерском пластиком. Приликом адаптације на објекту је уграђена веома декоративна столарија. Остали део парцеле попуњен је старијим стамбеним објектом и различитим економским грађевинама.
Уписана је у регистар Завода за заштиту споменика културе Сремска Митровица 1999. године.